# Stepove, Novohrad-Volînskîi
Stepove (în ucraineană Степове) este un sat în comuna Pîlîpovîci din raionul Novohrad-Volînskîi, regiunea Jîtomîr, Ucraina.

## Demografie
Componența lingvistică a localității Stepove
     Ucraineană (98,7%)
     Rusă (1,3%)
Conform recensământului din 2001, majoritatea populației localității Stepove era vorbitoare de ucraineană (98,7%), existând în minoritate și vorbitori de rusă (1,3%).